# BP Волопаса
BP Волопаса (лат. BP Boötis), HD 140728 — одиночная переменная звезда* в созвездии Волопаса на расстоянии приблизительно 302 световых лет (около 92,5 парсеков) от Солнца. Видимая звёздная величина звезды — от +5,36m до +5,34m. Возраст звезды определён как около 269 млн лет.

## Характеристики
BP Волопаса — бело-голубая вращающаяся переменная звезда типа Альфы² Гончих Псов (ACV) спектрального класса B9pSiCr, или B9V, или A0VpSiCr, или A0p*. Масса — около 2,999 солнечных, радиус — около 2,481 солнечных, светимость — около 55,05 солнечных. Эффективная температура — около 10300 K.

## Планетная система
В 2019 году учёными, анализирующими данные проектов HIPPARCOS и Gaia, у звезды обнаружена планета.